# Michail-Bulgakow-Museum
Koordinaten: 50° 27′ 39″ N, 30° 30′ 53″ O
Das Michail-Bulgakow-Museum (ukrainisch Літературно-меморіальний музей Михайла Булгакова/ Literaturno-memorialnyj musej Mychaila Bulhakowa) ist eine literarische Gedenkstätte zu Ehren des Schriftstellers Michail Afanassjewitsch Bulgakow in dessen Geburtsstadt, der ukrainischen Hauptstadt Kiew.
Das Museum wurde nach Renovierung des 1888 errichteten, zweigeschossigen Gebäudes, in dem Bulgakow von 1906 bis 1919 lebte, an dessen 100. Geburtstag, dem 15. Mai 1991 eröffnet.
Es befindet sich auf dem Andreassteig.
Die Ausstellung in den sieben Zimmern des Hauses enthält etwa 3000 Exponate, von denen 500 Bulgakow selbst gehörten.
Auch in Moskau gibt es ein Michail-Bulgakow-Museum.